# Sốt Worcestershire
Sốt Worcestershire (/ˈwʊstərʃər/ WUUS-tər-shər) là một loại gia vị lên men dạng lỏng có nguồn gốc từ thành phố Worcester ở Worcestershire, Anh. Loại sốt này được tạo ra trong nửa đầu của thế kỷ 19 bởi nhà hóa học John Wheeley Lea và William Henry Perrins, người thành lập công ty Lea & Perrins. Tên Worcestershire được coi là tên gọi phổ thông cho loại sốt này kể từ năm 1876, khi Tòa án Công lý Tối cao của Anh ra phán quyết rằng Lea & Perrins không sở hữu độc quyền nhãn hiệu "Worcestershire".

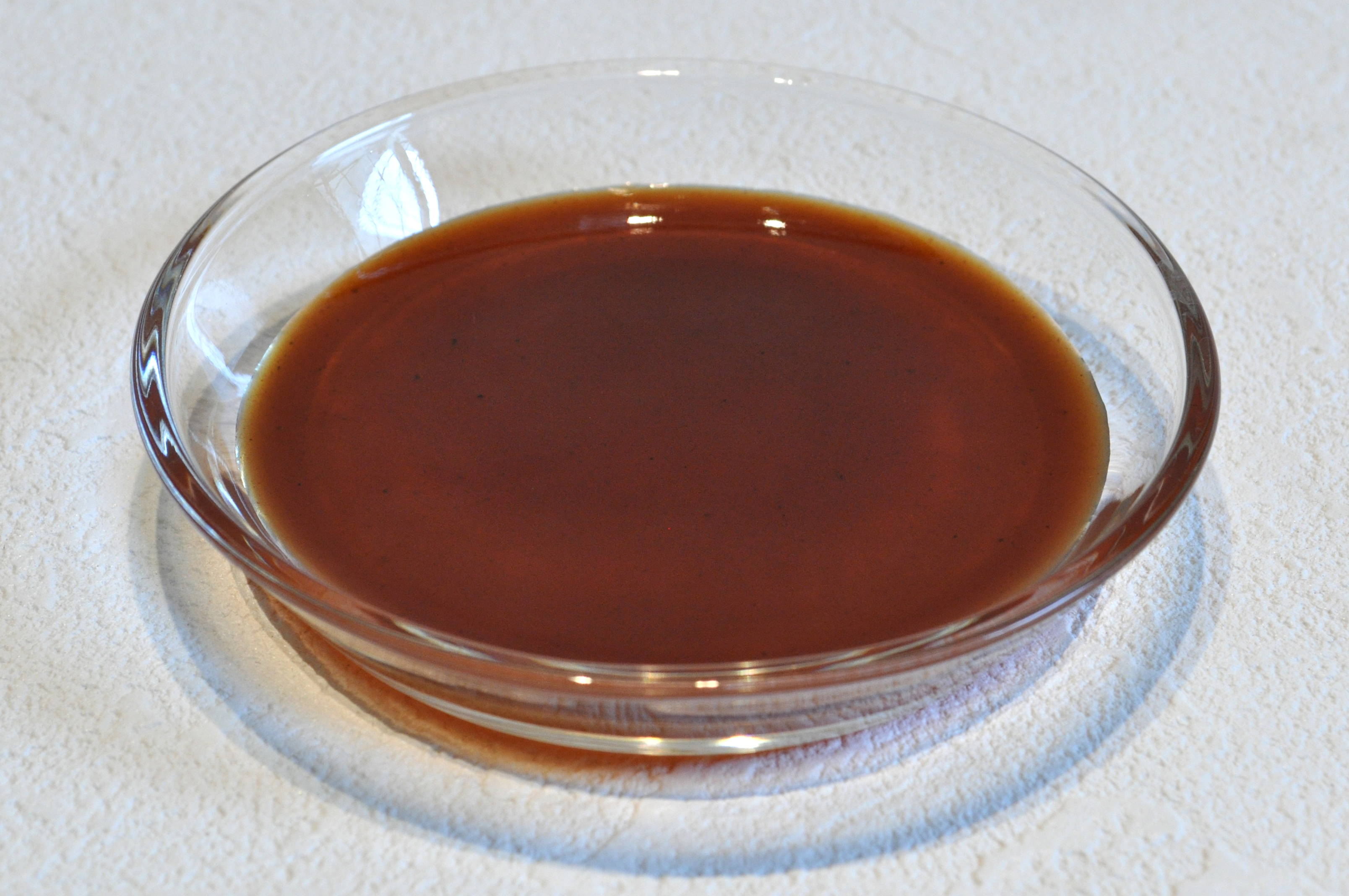
Sốt Worcestershire

Sốt Worcestershire thường được sử dụng để tăng hương vị trong các công thức nấu ăn cũng như các loại đồ uống, bao gồm món bánh mì phô mai xứ Wales, salad Caesar, hàu Kirkpatrick và trứng nhồi. Nó là hương vị phụ và tạo ra vị umami (món mặn sau bữa ăn), hiện nay nó cũng được thêm vào các món ăn chưa từng dùng loại sốt này trước đây như thịt bò và món hầm chili con carne. Nó cũng được sử dụng trực tiếp như một loại sốt trên bít tết, bánh mì kẹp thịt và các món ăn khác và tạo hương vị cho các loại cocktail như Bloody Mary và Caesar.

## Lịch sử
Một loại nước mắm lên men được gọi là garum là nguyên liệu chủ yếu trong ẩm thực Hy Lạp - La Mã và của nền kinh tế Địa Trung Hải của Đế chế La Mã, như nhà bách khoa thế kỷ thứ nhất Pliny the Elder viết trong cuốn Historia Naturalis của ông và cuốn sách về ẩm thực La Mã thế kỷ thứ tư / thứ năm mà Apicius có dùng garum trong công thức nấu ăn của nó. Việc sử dụng nước sốt cá cơm lên men tương tự ở châu Âu có thể bắt nguồn từ thế kỷ 17.
Thương hiệu Lea & Perrins được thương mại hóa vào năm 1837 và là loại nước sốt đầu tiên mang tên Worcestershire. Nguồn gốc của công thức Lea & Perrins không rõ ràng. Ban đầu bao bì ghi rằng nước sốt "đến từ công thức của một nhà quý tộc trong quận". Công ty cũng đã tuyên bố rằng:  " Lord Marcus Sandys, cựu Thống đốc của Bengal đã thấy nó khi ở Ấn Độ cùng với Công ty Đông Ấn vào những năm 1830 và ủy quyền cho các tiệm thuốc lá địa phương bắt chước lại nó (sự hợp tác của John Wheely Lea và William Perrins of 63 Phố Broad, Worcester).
Theo truyền thống của công ty, khi công thức được pha chế lần đầu ở đó, sản phẩm tạo ra có vị nồng đến mức nó được coi là không thể ăn được và các thùng sốt đã bị bỏ lại dưới tầng hầm. Vài năm sau, để dọn sạch kho chứa hàng các nhà hóa học quyết định thử lại, và phát hiện ra rằng nước sốt lên men từ lâu vị đã trở nên dịu lại và rất ngon. Năm 1838, những chai "sốt Lea & Perrins Worcestershire" đầu tiên được ra mắt công chúng.

## Thành phần
Các thành phần ban đầu trong một chai nước sốt Worcestershire được bán là:
- Giấm mạch nha lúa mạch
- Giấm thần
- Mật đường
- Đường
- Muối
- Cá cơm
- Chiết xuất me
- Hành tây (ban đầu là hẹ tây)
- Tỏi
- Gia vị
- Hương liệu

Vì nhiều loại nước sốt Worcestershire có cá cơm, nên những người bị dị ứng với cá, và những người khác tránh ăn cá, chẳng hạn như những người ăn chay, sẽ không ăn. Codex Alimentarius khuyến cáo rằng thực phẩm chế biến sẵn có nước sốt Worcestershire với cá cơm phải có nhãn cảnh báo về hàm lượng cá mặc dù điều này không bắt buộc ở hầu hết các khu vực pháp lý. Bộ Nông nghiệp Mỹ đã yêu cầu thu hồi một số sản phẩm có nước sốt Worcestershire không được khai báo. Một số thương hiệu bán các loại sốt Worcestershire không chứa cá cơm, thường được dán nhãn là chay hoặc thuần chay. Nói chung, Người Do Thái chính thống không ăn cá và thịt trong cùng một món ăn, vì vậy họ không sử dụng nước sốt Worcestershire truyền thống để nêm thịt. Tuy nhiên, một số nhãn hiệu nhất định được chứng nhận là có chứa ít hơn 1/60 sản phẩm cá và có thể được sử dụng với thịt.

## Các phiên bản sốt Worcestershire

### Lea & Perrins
Thương hiệu Lea & Perrins được thương mại hóa vào năm 1837 và tiếp tục là thương hiệu nước sốt Worcestershire hàng đầu thế giới.
Vào ngày 16 tháng 10 năm 1897, Lea & Perrins đã chuyển việc sản xuất nước sốt từ hiệu thuốc của họ ở Phố Broad đến một nhà máy ở thành phố Worcester trên Đường Midland, nơi nó vẫn được sản xuất. Nhà máy sản xuất chai trộn sẵn để phân phối trong nước và sản phẩm cô đặc để đóng chai ở nước ngoài. Năm 1930, dây chuyền của Lea & Perrins được HP Foods mua lại, công ty này đã được Công ty Thuốc lá Hoàng gia mua lại vào năm 1967. HP được bán lại cho Danone vào năm 1988 và sau đó cho Heinz vào năm 2005.
Do thiếu hụt trong Thế chiến II, Lea và Perrins chuyển từ sử dụng nước tương sang protein thực vật thủy phân.

#### Bao bì của Hoa Kỳ
Phiên bản Hoa Kỳ được đóng gói khác với phiên bản Anh, đi kèm trong một chai tối màu với nhãn màu be và được gói bằng giấy. Lea & Perrins Hoa Kỳ tuyên bố thực hành này là dấu tích của hoạt động vận chuyển từ thế kỷ 19, khi sản phẩm được nhập khẩu từ Anh, như một biện pháp bảo vệ cho các chai. Nhà sản xuất cũng tuyên bố rằng nước sốt Worcestershire của họ là loại gia vị đóng chai thương mại lâu đời nhất ở Mỹ.

### Brazil và Bồ Đào Nha
Ở Brazil và Bồ Đào Nha, nó được gọi là "molho inglês" (nước sốt kiểu Anh).

### Trung Quốc, Hồng Kông, Đài Loan

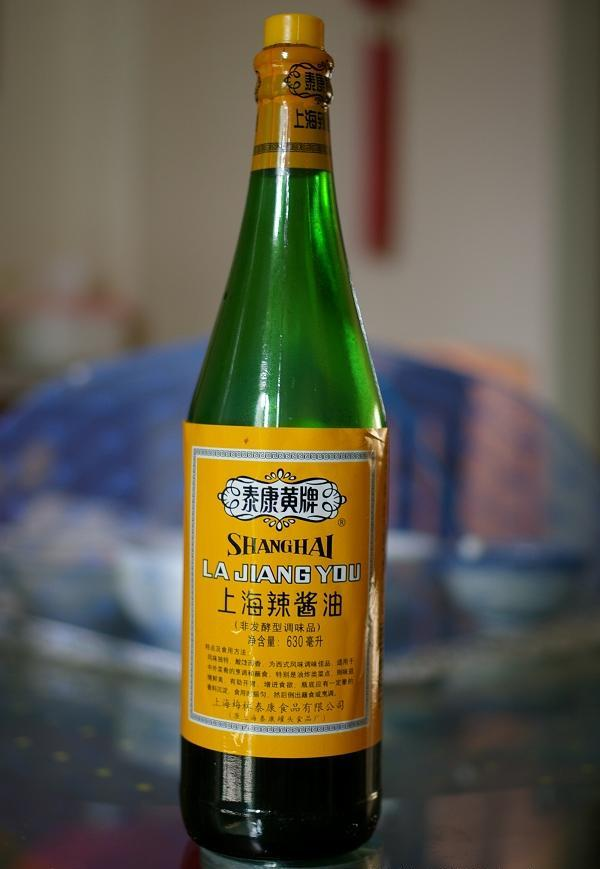
Một chai "nước tương cay" từ Thượng Hải

Nước sốt Worcestershire còn được gọi là "nước tương cay" (Tiếng Trung: 辣酱油; Bính âm: là jiàngyóu) quanh Thượng Hải, "Nước sốt Worcester" (Tiếng Trung: 伍斯特醬: Bính âm: wŭsītè jiàng) ở Đài Loan, và "gip-sauce" (Tiếng Trung: 喼汁: Bính âm: jízhī; Việt bính: gip1zap1) ở Hồng Kông và các khu vực lân cận phía nam Trung Quốc. Nó được sử dụng trong món dim sum Quảng Đông cũng như ẩm thực Haipai, với các món bao gồm thịt viên hấp, chả giò, sườn lợn kiểu Thượng Hải và món borscht ăn kèm với nước sốt.
Các thành phần của nước sốt Worcestershire khác nhau: ngoại trừ nước sốt Lea & Perrins nhập khẩu, hầu hết "nước sốt gip" miền nam Trung Quốc có chứa nước tương hoặc bột ngọt chỉ để tạo vị umami mà không có cá cơm. "Nước tương cay" của Thượng Hải không có vị umami đáng kể và tương tự như các loại nước trái cây họ hàng của Nhật có chứa trái cây và rau lên men, cũng như hai biến thể nổi tiếng nhất của Đài Loan.

### Costa Rica
Ở Costa Rica, một biến thể địa phương của nước sốt là Salsa Lizano, được tạo ra vào năm 1920 và là một loại gia vị chủ yếu tại nhà và nhà hàng.

### Đan Mạch
Ở Đan Mạch, nước sốt Worcestershire thường được gọi là nước sốt Engelsk, có nghĩa là 'nước sốt kiểu Anh'.

### El Salvador
Sốt Worcestershire, được gọi thông tục là salsa inglesa  (Sốt kiểu Anh) hoặc salsa Perrins  (Nước sốt Perrins), rất phổ biến ở El Salvador, nơi nhiều nhà hàng cung cấp một chai trên mỗi bàn. Hơn 120.000 gallon — hoặc 2,5 ounce (71 g)   theo đầu người — được tiêu thụ hàng năm, mức tiêu thụ bình quân đầu người cao nhất trên thế giới tính đến năm 1996.

### Nhật Bản
Tại Nhật Bản, nước sốt Worcestershire được dán nhãn Worcester (thay vì Worcestershire), được gọi là Usutā sōsu (ウスターソース). Nhiều loại nước sốt có nhiều loại dành cho người ăn chay, với cơ sở là nước, xi-rô, giấm, táo và cà chua xay nhuyễn, và hương vị ít cay và ngọt hơn. Tiêu chuẩn Nông nghiệp Nhật Bản xác định các loại nước sốt theo độ nhớt, với nước sốt Worcester thích hợp có độ nhớt nhỏ hơn 0,2 Poiseuille. Nước sốt đặc (> 2 Poiseuille) phổ biến hơn; Chúng được sản xuất ở đó với các thương hiệu như Otafuku và Bulldog, nhưng đây là những loại nước sốt màu nâu giống với Nước sốt HP hơn là bất kỳ loại sốt Worcestershire nào.
Nước sốt Tonkatsu là một biến thể của nước sốt Worcestershire gắn liền với món tonkatsu. Nó là một loại nước sốt chay làm từ rau và trái cây.

### Thái Lan

Sốt Worcestershire thương hiệu Thái Gy-Nguang (2010)

Nước sốt Gy-Nguang Worcestershire được sản xuất từ năm 1917. Giống như phiên bản miền Nam Trung Quốc, nó dựa vào nước tương thay vì cá cơm để có vị umami.

### Vương quốc Anh, Úc, New Zealand
Holbrook's  Worcestershire được sản xuất tại Birmingham, Anh từ năm 1875 nhưng chỉ có công ty con của Úc còn tồn tại.

### Hoa Kỳ
Nước sốt Worcestershire của Pháp được giới thiệu vào năm 1941.
Heinz cũng làm sốt Worcestershire.